# Mengcun
Mengcun (en chino, 孟村; pinyin, Mèngcūn) es un condado autónomo bajo la administración directa de la ciudad-prefectura de Cangzhou. Se ubica en la provincia de Hebei, este de la República Popular China. Su área es de 383 km² y su población total para 2010 superó los 200 mil habitantes.

## Administración
Desde julio de 2020, condado Mengcun se divide en 6 pueblos que se administran en 4 poblados y 2 villas.

## Toponimia
El topónimo Mengcung [/Meng-Dsung/] significa 'la Aldea de los Meng'. Durante la dinastía Ming (1404), la familia Meng (孟氏) se trasladó desde el condado Hongtong, en Shanxi, y fundó este pueblo, de ahí su nombre. 
A su vez, el apellido Meng (孟) significa "mayor" o "primero" y originalmente se refería al hijo mayor en una familia. En la antigüedad, el orden de los hermanos era: meng (孟), zhong (仲), shu (叔) y ji (季) .
Meng es un apellido o nombre de clan (氏), a diferencia de xing (姓) que es un apellido o nombre ancestral.